# 파이돈

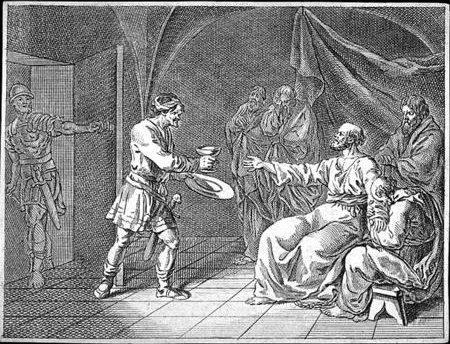

《파이돈》(고대 그리스어: Φαίδων)은 플라톤의 중기 대화편 중 하나로서 그의 대표작으로 꼽힌다. 스승인 소크라테스의 사상으로부터 구별되는 소위 플라톤의 이데아론이 나오게 되는 것이 이 작품부터라고 하며 이는 영혼의 불사론(不死論)이다.

## 내용
파이돈(전 417?- ? )은 소크라테스의 애제자로서 소크라테스 최후의 날의 상황을 친구인 에케크라테에게 들려 준다. 소크라테스는 해질 무렵인 사형집행 때까지 주로 시미아스와 케베스라는 두 사람의 피타고라스 학도와 대화를 나누었는데, 태연자약하여 평소와 조금도 다른 바가 없었다. 한편 그 대화를 듣는 편이었던 제자들은 "방금 웃으며 떠드는가 하면 곧 눈물을 흘린다"라는 식이었다. 소크라테스는 죽음이란 영혼이 육체로부터 분리되는 것이라고 말한다.
영혼은 육체라는 침침한 유리를 통하여 보는 것이므로 진리를 좀처럼 정확하게 포착할 수 없다. 그러므로 참다운 지(知)를 사랑하는 자(철학자)는 살아 있을 때부터 육체를 정화하여 영혼의 감옥이라 할 만한 육체에서 해방될 수 있도록, 즉 살면서 죽음을 행하도록 노력하지 않으면 안 된다. 그런데 영혼이 육체에서 분리되었을 때 육체는 없어지지만 영혼은 어떻게 되는가. 여기에서 플라톤은 영혼의 불사(不死)를 증명하기 위하여 이데아의 생각을 끌어낸다. 이데아는 우리가 현실의 개체를 현실의 개체로 인정할 수 있는 원인이 되는 것이었다. 이 이데아의 원인설이 영혼 불사론의 제1전제가 된다. 그런데 눈(雪)은 눈으로서 눈의 이데아가 현실적인 눈의 원인인 동시에 눈의 이데아는 그것과 본질적인 관계에 있는 냉(冷)의 이데아도 받아들여 그것과 반대 관계인 열(熱)의 이데아를 배척한다. 뜨거운 눈이라는 것은 없기 때문이다. 이것이 제2전제이다.
그런데 혼은 생명을 부여하는 것이다. 더욱이 현실의 생명은 생명의 이데아가 원인이다. 그렇다면 영혼은 생명의 이데아와 본질적인 관계가 있다고 하겠다. 이리하여 눈이 냉(冷)의 이데아와 반대되는 열(熱)의 이데아를 받아들이지 않는 것처럼 영혼은 생명의 이데아와 반대되는 죽음의 이데아를 받아들이지 않는다. 따라서 영혼은 죽음을 받아들이지 않는 까닭에 불사인 것이다. 이것이 이데아 원인설에 의한 불사의 증명이었다.  소크라테스는 무엇을 의지하고 무엇을 근거로 하여 태연하게 독배를 마셨는가. 거기에는 절대로 동요하지 않는 정의에의 확신이 있지 않으면 안 된다. 이 점에서 플라톤은 윤리적 근거로서 이데아를 안출하여 《파이돈》에서 스승 소크라테스의 태연한 죽음의 근거를 부여하였던 것이다.

## 같이 보기
- 합리론
- 벤저민 조우이트

## 읽어보기
- 《에우티프론, 소크라테스의 변론, 크리톤, 파이돈 - 플라톤의 네 대화편》, 박종현(옮김), 서광사, 2003.
- 《파이돈 - 원제 Phaidon 정암학당 플라톤 전집 15》, 전헌상(옮김), 이제이북스, 2013.
- 《소크라테스의 변론 / 크리톤 / 파이돈 / 향연 - 원제 Apologia Sokratous, Kriton, Phaidon, Symposion》, 천병희(옮김), 도서출판 숲, 2017.